# Latosol

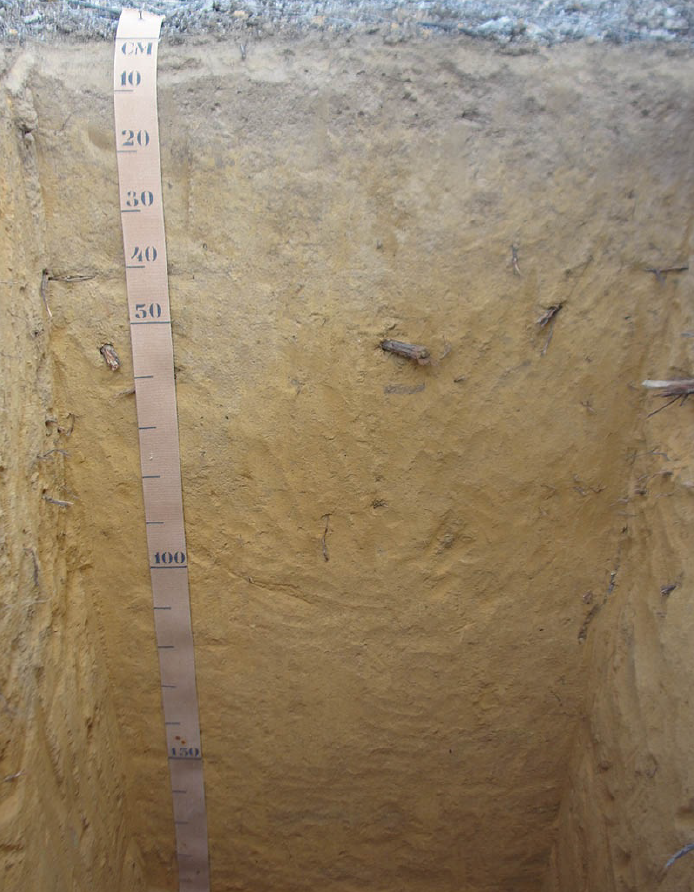
Coupe transversale d'une section de latosol jaune.

Le latosol est le sol des forêts tropicales présentant une teneur relativement élevée en oxydes de fer et d'aluminium. Ils sont généralement classés comme des oxisols (taxonomie des sols USDA) ou ferralsols appauvris (World Reference Base for Soil Resources). Il est généralement correct de dire que les latosols sont des sols tropicaux, mais l'inverse n'est pas vrai, car il existe de nombreux types de sols dans les régions tropicales qui ne sont pas latosoliques. Les latosols sont de couleur rouge ou jaunâtre et n'ont pas d'horizons distincts comme les podzosols. La couleur rouge provient de l'oxyde de fer dans le sol. Ce sont des sols profonds, souvent de 20 à 30 mètres de profondeur alors que podzosols sont de 1 à 2 m de profondeur.
Le sol contient généralement une mince, mais très fertile couche d'humus provenant de plantes et des animaux de la forêt, suivie d'une seconde couche infertile en raison de la rapidité de lessivage dues aux fortes précipitations. Le troisième niveau, le substrat rocheux érodé, est commun à presque tous les types de sols.
Le latosol est complètement dépendant de la forêt tropicale pour maintenir sa fertilité, puisque tous les nutriments disparaissent rapidement lorsque la forêt est détruite et que la couche d'humus n'est plus renouvelée.